# Кес, Виллем
Виллем Кес (нидерл. Willem Kes; 16 февраля 1856, Дордрехт — 22 февраля 1934, Мюнхен) — нидерландский дирижёр, композитор и скрипач.

## Биография
Сын коммерсанта, с семилетнего возраста учился игре на скрипке у одного из городских музыкантов, затем у городского капельмейстера Фердинанда Бёме, по рекомендации которого в 1871 году отправился для продолжения образования в Лейпцигскую консерваторию к Фердинанду Давиду (занимался также композицией у Карла Райнеке). Затем, по стипендии Виллема III, в Брюсселе у Генрика Венявского и наконец в Берлине у Йозефа Иоахима (здесь также изучал композицию под руководством Фридриха Киля и Вольдемара Баргиля).
С 1876 года играл на скрипке в городском оркестре Дордрехта, с 1877 года — в концертах лёгкой музыки в городском парке в городском парке Амстердама, в 1883 году дебютировал в этих концертах как дирижёр. В 1888 году основал и возглавил оркестр Консертгебау, организованный для проведения концертов в только что построенном Концертгебау; Кес привил оркестру и его публике строгую дисциплину, в качестве солистов с ним выступали, в частности, Пабло Сарасате и Эжен д’Альбер. Высочайшую оценку Кесу дал в 1893 г. Венсан д’Энди, охарактеризовавший его оркестр как лучший из тех, какие ему приходилось слышать за пределами Парижа.
В 1895 году Кес получил предложение возглавить Национальный оркестр Шотландии на исключительно выгодных финансовых условиях и покинул Нидерланды, в прощальном концерте вместе с ним выступил в качестве солиста его преемник Виллем Менгельберг. После трёх сезонов в Шотландии с 1898 года Кес работал в Москве — сперва как руководитель оркестра Московского филармонического общества. В 1901—1904 годах директор Музыкально-драматического училища Московского филармонического общества. В московский период Кес внёс вклад в распространение в России музыки Рихарда Вагнера, в 1902 году продирижировав в Большом театре единичными представлениями «Валькирии» и «Зигфрида» с приглашёнными из Германии солистами, а в 1904 году дав концерты из фрагментов «Нюрнбергских мейстерзингеров» и «Тристана и Изольды», встреченные восторженной реакцией московской публики. Затем после краткого пребывания в Дрездене был в 1905—1926 годах генеральмузикдиректором Кобленца.
Композиторское наследие Кеса включает симфонию, скрипичный (1907) и виолончельный концерты, увертюры, камерную музыку.